# باشگاه فوتبال نورتون یونایتد
باشگاه فوتبال نورتون یونایتد (به انگلیسی: Norton United Football Club) یک باشگاه فوتبال در شهر اسمال‌تورن، کشور انگلستان است که در سال ۱۹۸۹ میلادی تأسیس شده‌است.